# Костанайски район
Кустанайски район (на казахски: Қостанай ауданы) е съставна част на Костанайска област, Казахстан. Административен център е град Затоболск. Обща площ 7291 км2 и население 71 211 души (по приблизителна оценка към 1 януари 2020 г.).